# Günther Lütjens
Günther Lutjens (Wiesbaden, Alemania, 25 de mayo de 1889 - Atlántico, 27 de mayo de 1941) fue un marino alemán de destacada trayectoria en la Kriegsmarine. Hombre de porte distinguido y de carácter muy reservado e inteligente, fue muy apreciado por el Gran Almirante Raeder por su profesionalismo. Fue conductor de los Ejercicios Berlín y Rin durante 1941, este último a bordo del acorazado Bismarck, donde pereció en combate.

## Biografía y carrera naval
Nació en Wiesbaden, su padre era un comerciante de locomotoras que viajaba constantemente entre la India y Holanda. Desde pequeño, Lutjens demostró ser aplicado y reservado.
Se incorporó a la Marina Imperial alemana en abril de 1907 como cadete, siendo asignado al crucero protegido SMS Freya y en 1909 fue destinado al crucero SMS Elsaß. Desde 1910 a 1913 sirvió en el acorazado SMS König, especializándose en torpedos. Luego pasó a comandante de flotilla de torpederos.

### Primera Guerra Mundial
Durante la Primera Guerra Mundial tuvo una destacada actuación al atacar el puerto de Flandes y Dunquerque, el 23 de marzo de 1917. El 19 de mayo de ese año atacó en puerto propio a cuatro destructores franceses con 5 botes torpederos, ganándose fama de intrépido y valiente."

### Entreguerras

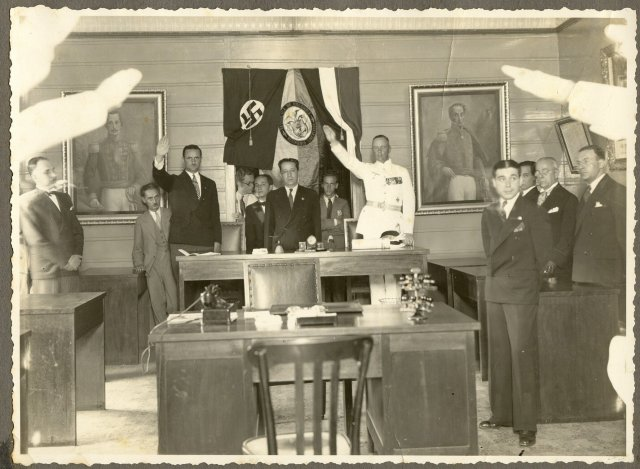
Günther Lütjens en visita a Cali, Colombia (febrero 1935)

Finalizada la Gran Guerra, la Marina Imperial Alemana dejó de existir y Lutjens pasó a trabajar en la marina mercante hasta 1923, cuando Lütjens se reincorporó a la Reichsmarine de la República de Weimar como comandante de la 3.ª Flotilla de torpederos en Swinemünde hasta 1931. Alcanza el grado de Capitán de navío en 1933, y se le da el mando del crucero ligero Karlsruhe.
Desde enero hasta octubre de 1933 realizó ejercicios navales y de adiestramiento en esa unidad.
Entre 1934 hasta junio de 1935, a bordo del crucero Karlsruhe realiza un crucero de representación a través de países americanos cruzando el Estrecho de Magallanes,  y visita varios puertos latinos, uno de ellos es Valparaíso, Chile donde además de los actos públicos, puede compartir con familiares avecindados en la ciudad de Viña del Mar en aquel país, finalmente el periplo culminó en Vancouver, Canadá.
En noviembre de 1938, Lütjens nunca se inscribió en el partido nazi, se opuso a la persecución antisemita desatada con la Noche de los cristales rotos y su protesta la hizo formalmente por escrito ante el Alto Mando de la Kriegsmarine.
Tuvo un rápido ascenso, ocupando los puestos de Jefe del Estado Mayor naval del Grupo Norte en Wilhelmshaven en 1936, en 1940 es ascendido a Almirante y ocupa el cargo de Jefe de Flota.

### Segunda Guerra Mundial
A principios de 1941, logró sus mayores éxitos en la Operación Berlín, durante la cual hundió 22 mercantes (113.690 t) aliados al mando de los acorazados Gneisenau y Scharnhorst; su acción fue un duro golpe para la economía de Inglaterra.
Reemplazó al almirante Wilhelm Marschall como almirante de escuadra (Flottenchef) en 1941.
Asumió el 5 de abril de 1941 el puesto de Almirante de escuadra para la Operación Rheinübung a bordo del acorazado Bismarck. Al asumir el mando, por motivos no claros (probable choque de personalidades fuertes), mantuvo una conducta formal y lejana con su comandante Ernst Lindemann lo que traería graves desalineamientos operacionales entre ambos altos oficiales. 

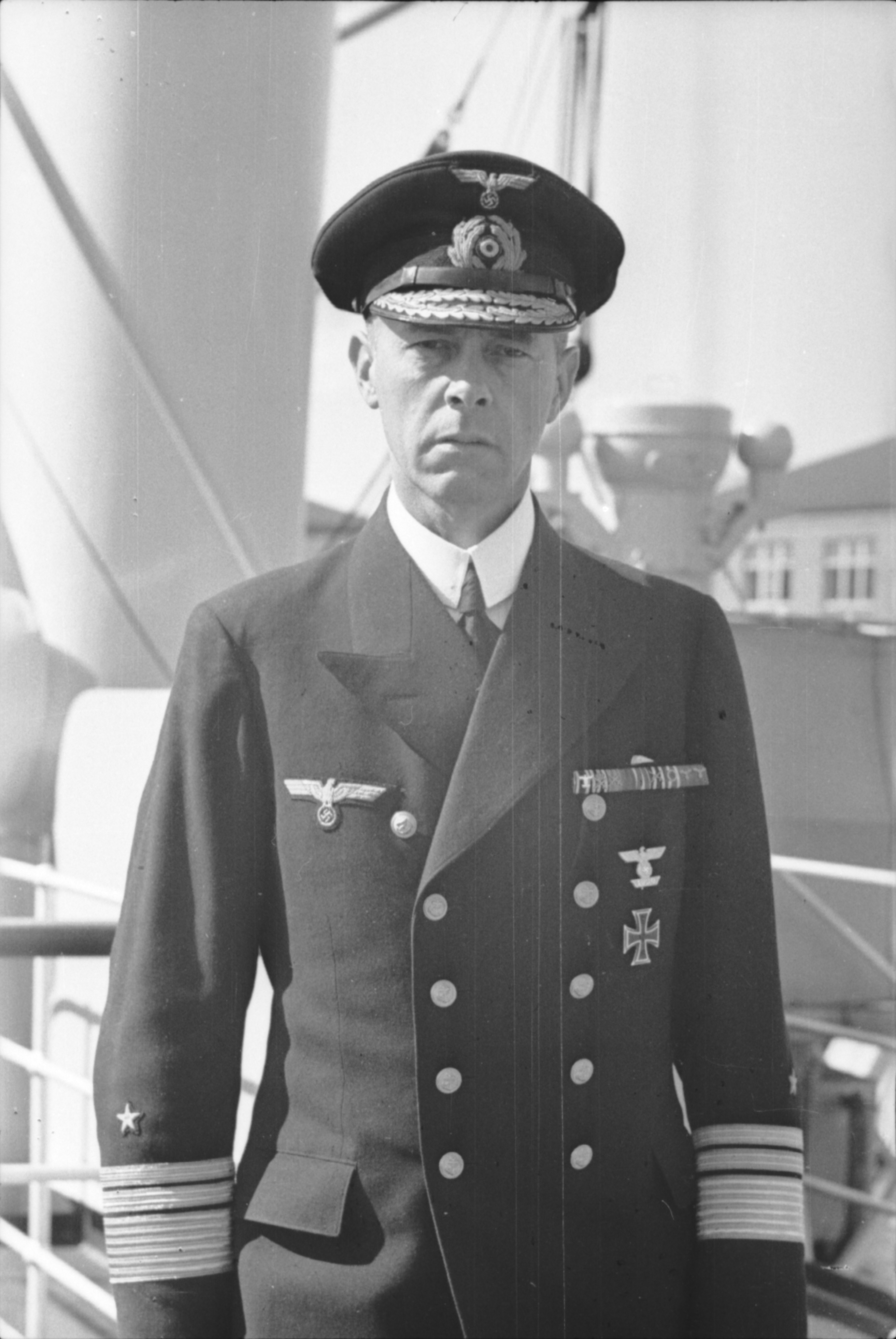
Günter Lütjens (abril 1940)

Durante la Batalla del Estrecho de Dinamarca, el 24 de mayo de 1941, Lütjens no dio la orden de abrir fuego mientras las fuerzas enemigas se acercaban cañoneándolo y lo ahorquillaban con tiros de ajuste; en su lugar lo hizo Lindemann y finalmente a la sexta andanada el Bismarck hundió al crucero de batalla HMS Hood, orgullo de la marina británica.
Lütjens  no permitió a su comandante, Ernst Lindemann, acabar con el malogrado acorazado Prince of Wales, afirmándose en los daños recibidos y en la rígida instrucción de Erich Raeder de solo aceptar batalla sólo si era estrictamente necesario, por lo que sostuvo una agria discusión en el puente que distanció aún más a ambos marinos hasta el punto de no hablarse ni mirarse.
En vista de los daños recibidos por el cañoneo más preciso del HMS Prince of Wales, Lütjens decidió abortar el ejercicio y llevar al acorazado al puerto de St. Nazaire. Para ello se desembarazó de sus perseguidores en una hábil y notable maniobra, destacando al crucero Prinz Eugen hacia el oeste. 
Creyendo que el Bismarck aún era objeto de persecución por radar (el Bismarck podía captar señales del radar) y que no había logrado zafarse del enemigo, Lütjens cometió un gravísimo error táctico que condenaría al Bismarck al radiar una serie de mensajes intermitentes informando en más de una oportunidad el hundimiento del HMS Hood como una victoria personal y solicitando cobertura. 
Estos mensajes fueron captados por los radiogoniómetros británicos, quienes enviaron a la Home Fleet a la zona donde se suponía que el Bismarck podía estar (por un error de cálculo de coordenadas, inicialmente se informó la localización del acorazado alemán lejos del cuadrante radiogoniómetrado, pero esto fue corregido a tiempo).
Fue descubierto por un Catalina PBY, y el portaaviones Ark Royal lanzó sus torpederos Fairey Swordfish donde en un temerario ataque fue dañado en el mecanismo de timón, lo que convierte al Bismarck en un buque ingobernable. 
Después de los intentos infructuosos de reparar el timón y sabiendo que el final está por llegar,  Lindemann se retiró del puente, Lütjens transmitió por los altavoces un mensaje póstumo que solo causó el abatimiento de la moral combativa de la tripulación y a su vez decidió radiar su póstumo mensaje: Lucharemos hasta la última granada. 
Durante la batalla final del Bismarck, el 27 de mayo de 1941 Lütjens pereció instantáneamente en el puente acorazado de combate, producto de un impacto directo de 16 pulgadas del HMS Rodney que estaba a menos de 2700 m de distancia, el cual penetró de lleno el grueso acero al frente y al medio de la torre de combate blindada explosionando al interior matando a todos en su interior, antes de que se hundiera el acorazado. 
El crucero pesado Prinz Eugen lograría llegar indemne a Brest.

## Semblanzas
Lütjens tenía fama de ser muy trabajador, inmutable, eficaz e inflexible con la doctrina de la Marina. Además su carácter era extremadamente serio, de aspecto grave y con un cierto grado de fatalismo lo que le valieron el apodo de parte de sus pares como "el diablo negro". La marinería lo consideraba un oficial muy dominante, poco considerado e inflexible en el cumplimiento de las órdenes que dictaba.
Mantuvo a bordo del Bismarck gran distancia con su comandante Ernst Lindemann a quien consideraba como un simple subordinado, situación que traería serios desalineamientos operativos y comunicacionales entre ambos marinos que contribuirían al final del acorazado.

## Vida personal
Lütjens se casó con Margarete Backenköhler, hija del Geheimen Sanitätsrat ("Consejero Privado de Higiene", título honorífico otorgado a un médico distinguido) Dr. Gerhard Backenköhler, en el verano de 1929. Ella tenía 27 años en el momento de la boda y era hermana de Otto Backenköhler. El almirante Otto Backenköhler fue el jefe de personal de Lütjens en el mando de la flota (24 de octubre de 1939 - 31 de julio de 1940). Un año más tarde, su primer hijo, Gerhard, nació el 31 de agosto de 1930 en Swinemünde. El matrimonio produjo un segundo hijo, llamado Günther en honor a su padre, el 28 de agosto de 1932 en Berlín. Su hija Annemarie nació el 27 de agosto de 1939, poco antes del estallido de la Segunda Guerra Mundial. Menos de un mes después de la muerte de Lütjens, su esposa dio a luz a su cuarto hijo, Peter.
Lütjens tenía descendientes emigrados en el país sudamericano, Chile, Viña del Mar.

## Legado
La armada de postguerra alemana, la Bundesmarine, bautizó al primer destructor lanzamisiles (1969-2003), uno de los tres de la clase Charles F. Adams modificado, como Almirante Lütjens. Tuvo descendientes que actualmente viven en Chile.